# 北电网络
北电网络（Nortel Networks），是一家已经破产的加拿大公司。北电网络由北方電訊（Northern Telecom Limited）及海灣網路（Bay Networks）在1998年所合并而成，為加拿大电讯设备供应商，曾经是光纖網路、GSM/UMTS、CDMA、WiMAX、IMS、企业通信平台等领域的世界主要供应商。2001年遭受互联网泡沫的冲击，股票暴跌，同时受财务丑闻影响，公司元气大伤，于2006年将WCDMA接入产品部门出售给合并后的阿尔卡特-朗讯，并希望集中精力从事4G，IMS，以及企业统一通信平台产品的开发。但公司的销售额依旧连年下滑，2008年年销售额为104亿美元，僅是其顶峰时期的1/3，而当年亏损高达58亿美元。2013年，公司倒闭。

## 歷史

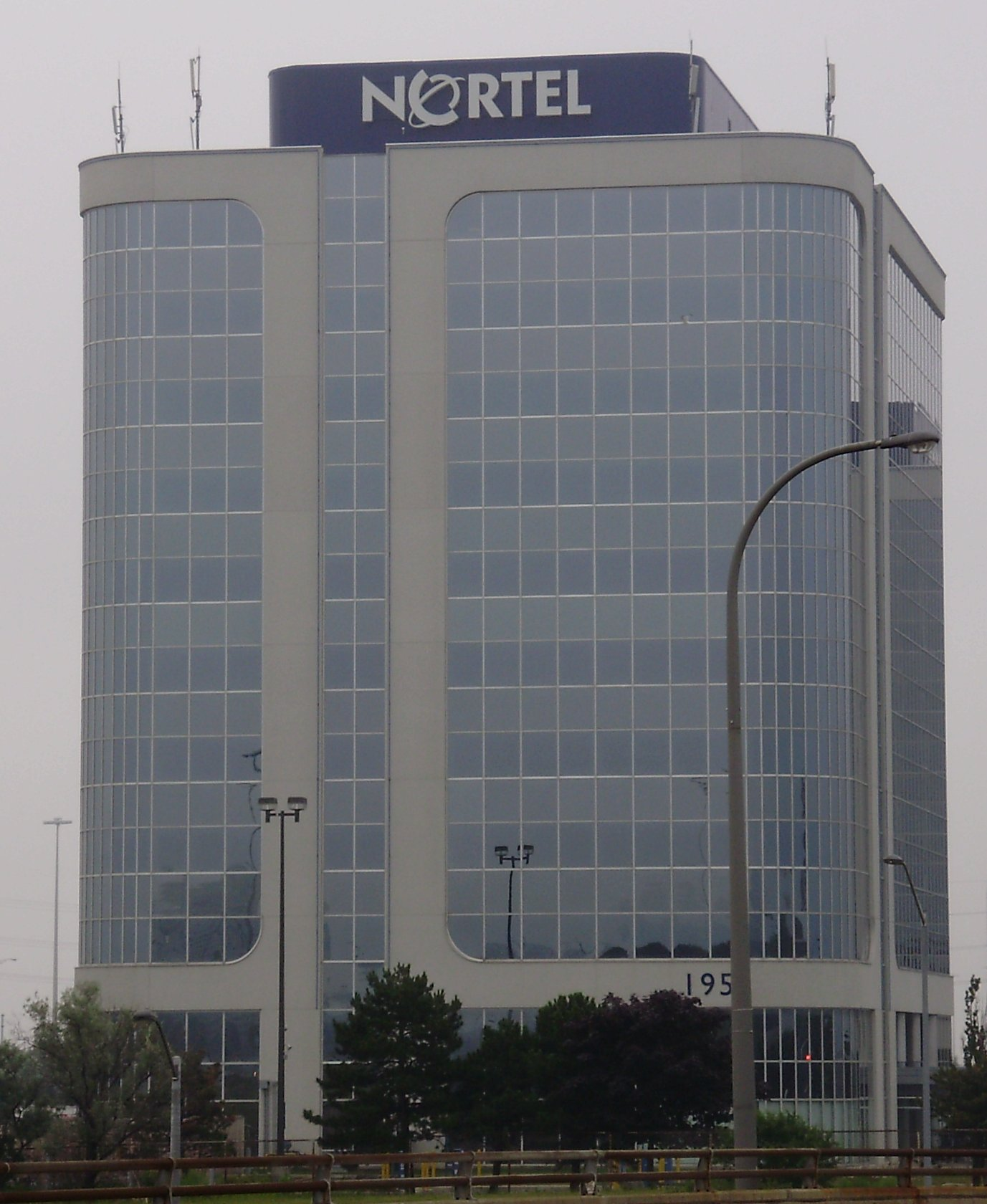
北电网络總部

- 1874年，亞歷山大·格雷厄姆·貝爾發明了電話，加拿大貝爾電話公司在蒙特利爾設立了自己的機械生產部門以生產電話裝置。機械部門成立時只有2名員工。
- 1886年，機械部門生產了該部門的第一部電話交換台--50線標準磁石式交換機。
- 1895年，北方電子製造公司（Northern Electric and Manufacturing）在機械部門的基礎上正式成立，這也是現在北電網路的前身。
- 1914年，北方電子有限公司成立。Charles Fleetford Sise將北方電子製造公司與皇家有線及電纜公司（Imperial Wire and Cable Company）合併，成立了北方電子有限公司，美國公司西部電子公司（Western Electric）擁有44%的股份，加拿大貝爾公司擁有50%的股份。
- 1915年，第一次世界大战爆發，北方電子製造了最早專為第一次世界大戰設計的軍用產品——便攜式交換台。
- 1920年，戰爭結束，此时北方電子已經在加拿大各主要城市設立了23個銷售處。公司日益壯大，先後生產出加拿大的第一個真空管，第一個有聲電影系統以及各種無線發射機和廣播設備。
- 1926年，遭遇經濟大蕭條，公司被迫裁員66%，啟動了一些旨在防止人力閒置的項目。
- 1932年，在公司陷進低谷時出現一次轉機，投入運行的泛加拿大長途電話系統採用了北方電子生產的大型自動交換機。隨後，公司進入了另一輪黃金發展期：成立Dominion音響設備有限公司提供聲音和音響服務；開發了205電話——集團電話的前身等。
- 1939年，第二次世界大戰爆发，北方電子將工廠轉向為軍工服務，製造海上和空中無線電、坦克無線電、防空炮台引信。
- 1949年，北方電子選擇獨立。美國司法部強制AT&T拆分其主要的子公司-西部電子公司和貝爾實驗室。西部電子公司將其在北方電子持有的股權賣給了加拿大貝爾公司，導致北電沒有了主要的技術來源，使其只能購買加拿大市場其他公司的技術，或者開發自己的技術。
- 20世紀50年代初，北方電子開始開發機電交換技術，開始使用光电晶体管。
- 1953年，北方電子開發了採用RCA顯像管的電子表格式電視機。
- 1958年，北方電子實施全球最長的微波系統泛加拿大空中高架公路（Trans-Canada Skyway），共有6114.2公里（3,800英里）。
- 1967年，北方電子在土耳其成立了第一家海外工廠，生產製造交換設備和電話機，開始了國際擴張。
- 1969年，北方電子與貝爾的工程師密切合作，致力於研究將類比話音信號轉換成計算機代碼的數字交換的方式；北電借助SP-1交換系統在美國的巨大成功進入美國市場。
- 1972年，北方電子將編碼/解碼（CODEC）單一轉換單元壓縮到一個微芯片中，引領數字處理技術潮流。
- 1973年，公司上市。
- 1975年，北方電子推出了第一種商用數字交換系統——SL-1系統。
- 1976年，北方電子將公司更名為北方電訊（Northern Telecom），將所有全球子公司統一到公司名下。
- 1979年，北方電訊推出全功能本地/長途數字交換機——DMS-100，使北方電訊聞名全球。
- 20世紀80年代初，成為全球唯一一家可提供全套數字交換和傳輸設備的公司並發起了「開放世界」（OPEN World）戰略。
- 1983年，北方電訊向中華人民共和國銷售出第一台數字交換機。
- 1985年，北方電訊成為第一家在日本安裝大型全數字PBX的非日本公司。
- 1988年，北方電訊與中國通廣電子有限公司合作，為中國市場生產Meridian 1 PBX（SL-1）系統。
- 1989年，北方電訊成為宣佈推出全套SONET標準光纖產品的第一家電信設備供應商。
- 1993年，通廣和北方電訊開始在北京及各省首府安裝DPN-100交換機，形成ChinaPac的骨幹，這是中國第一個全國性的數據通信網路。
- 1995年，喜迎100年華誕，更名為北電（Nortel），反映了其從電話製造公司到各種多業務網路設計、構建及集成公司的演進。
- 1995年，羅世傑（John Roth）開始帶領北電進入新世紀。在今後的幾年中，羅世傑對公司進行前所未有的改造和一系列大手筆的併購。
- 1999年，通過一系列的併購，北電完成數據和電話融合的一體化網路。
- 2009年1月14日，北電網路同時在英国、美國和加拿大申請破產保護。

## 收购记录及其影响
1995年，罗世杰成为了北电的CEO，从那年开始，北电进行了一些列大手笔的收购，具体的收购情况及其影响如下：
| 年份   | 收购公司                                             | 影响                                                                                          |
| 1997年 | 寬頻网络有限公司（Broadband Networks Incorporated）  | 使北电网络能够为中小型企业提供點到點的寬頻网络解决方案，固定了寬頻无线                        |
| 1998年 | Aptis通信公司                                        | 北电扩展了其因特网接入产品系列。                                                              |
| 1998年 | 海湾网络公司（Bay Networks）                         | 收购它为北电网络及时IP专业人员，公司更名为北电网络（Nortel Networks）。                       |
| 1998年 | Cambrian系统有限公司（Cambrian Systems Corporation） | 使北电获得了其领先的光技术，加快了城域网与因特网骨干网络间的数据传输。                        |
| 1999年 | Qtera Corporation                                    | 使北电补充了全面的OPTera光网络产品家族。                                                      |
| 1999年 | X-CEL 通信公司（X-CEL Communications）               | X-CEL产品被集成到北电网络综合网络管理产品系列中，使服务供应商能够管理网络资源及服务等级协议。 |
| 1999年 | Periphonics Corporation                              | 使北电完善了计算机电话集成技术。                                                              |
| 1999年 | 沙斯塔网络公司（Shasta Networks, Inc.）              | 沙斯塔解决方案为北电网络高速接入解决方案添加了业务的智能性。                                  |

通过这些"大变革"，罗世杰成功地将北电网络转变成业界独一无二的可以提供跨越数据和电话的集成网络解决方案全新公司。

## “光纤革命”
北电网络在电信设备的众多领域都开发出非常成功的产品，其史上最辉煌的产品是10G SDH。在北电开发出10G的产品前，人们一度以为2.5G是光纤传输的极限。即使北电网络10G的光网络已经建立起来，北电当时的最大竞争对手朗讯科技公司却不以为然：他们认为当时比10G SDH速度慢的网络都还没有发挥出潜力，10G SDH将不会被市场接受。但是事实上，北电网络的10G SDH产品——OC192系统——垄断性的占有了90%的市场份额，北电取得了绝对性的胜利。这个胜利使北电成为世界上最大的通讯制造商，从而造就了一个时代的神话，罗世杰因此声名大震，他的“光纤革命”与思科的“路由器革命”、爱立信的“手机革命”齐名。
“光纤革命”使北电的收入达到303亿美元，控制了全球光纤设备制造市场43%的份额，市场份额几乎是其竞争对手朗讯科技公司的３倍，也使得北电网络在接下来的几年中业绩持续傲人：
|                                     | 2003年第四季度，北电网络的IP分组话音端口发货量比2003年第三季度增长了36％，达到41.8万......" |
| ——Dell'OroGroup，2003年第四季度综述 |                                                                                             |

|                               | “北电网络通过实力证明了自己是融合领域的领导者，展示了其帮助客户将网络架构演进到融合网络的能力。2003年，北电网络不仅在IP分组话音端口销量上位居榜首，其IP扩展产品在全球的销售业绩也相当出色，在北美市场之外的销量占到公司总销售额的49％。仅这一事实就表明了北电网络在全球通信市场上拓展业务的能力。” |
| ——TomWanda（InsightResearch） | |

## 遭遇互联网泡沫
20世纪末，因为在光通讯方面拥有的绝对优势，由互联网热潮导致的互联网建设狂潮使得很多公司纷纷到北电下订单。2000年，其网络设备销售额由90年代中期的100亿美元达到了登峰造极的300亿美元，这样的订单数量使得北电在短期内积累了大量财富，并促使北电四处收购其他公司。紧接着，互联网的泡沫来临，数万家互联网公司一夜之间倒闭，他们不肯履约的订单导致了北电总价值超过40亿美元的产品积压，而电信运营商不再像以前那样大举购买设备，这些事件使得北电遭受了极大损失。
互联网泡沫破碎，北电的跌入亏损的深渊。北电股价直线下跌，从最高达120美元下跌至10余美元附近，市值已由最高点2670亿美元猛跌到100多亿美元，另外，北电在2001年第二季度亏损192亿美元，成为加拿大公司季度亏损的历史最高记录。
这样的亏损导致北电的高层震荡：首席市场及战略官Anil Khatod、首席运营官克拉伦斯·钱德兰、首席执行官罗世杰全部辞职，由原首席财务官邓富康（Frank A.Dunn）接任CEO。

## 财务丑闻
互联网泡沫破裂以来，北电开始持续性的巨额亏损和大幅裁员，新接任的CEO邓富康当时对董事会许诺，公司将在2002年结束亏损状态，而到了2003年公司也未能够扭亏为盈。可此后情况突然得到了改善：在2月中旬，北电网络预期季度亏损额下降到了3200万美元；一个星期后，预期亏损额被修正为2000万美元；3月30日，北电网络宣称已实现盈利4000万美元；紧接着公布的未经审计的2003年报显示公司的全年总收入为98.1亿美元，净收益为7.32亿美元，而2002年净损失32.7亿美元。如此的财务走向，使股价一路飙升至7.85美元，增幅达20%，比去年同期上涨了58%。
2004年3月，北电的财务丑闻暴露——那些未经审计的利润完全是伪造的，北电的真正情况是公司仍未盈利。丑闻的暴露，加剧了北电的衰落：北电网络三名高管被解雇；北电股价下跌了20%以上；受其影响，加元同样下跌，损失1.31美分，收盘1加元兑72.75美分；美国股市主要股指全线下跌，道琼斯指数收盘跌135.56点，跌幅1.29%，纳斯达克指数跌42.99点，跌幅2.12%，标准普尔500指数跌15.70点，跌幅1.38%。
2006年12月27日，北电网络公司和股东达成24.5亿美元和解协议。根据和解协议，北电网络将向股东赔偿5.75亿美元现金，并发行约相当于其现有流通股14.5%的股票。这项和解是美国证券欺诈集体诉讼历史上最大的和解案之一，涉资规模仅次于安然（Enron）和世通（WorldCom）两家公司同一性质的诉讼和解。

## 破產
2009年1月14日，北電網路以及旗下子公司同時在美國和加拿大申请破產保護。北電去年第三季營收銳減14%，虧損達34億美元，2009年1月13日紐約證券交易所（NYSE）收盤價已跌至0.32美元。

## 外部連結
- Nortel Networks
- LG-Nortel JV
- Innovative Communications Alliance (Nortel – Microsoft)